# Bernard van Fézensac
 Bernard Manciat Tinea van Fézensac (-1020) was een zoon van Odo van Fézensac. Hij volgde zijn vader in 985 op als graaf van Fézensac. Zijn bijnaam betekent de Prikkelbare. Hij stichtte in Eauze een klooster toegewijd aan Sint-Gervasius en aan Sint-Protasius.
Zijn kinderen waren:
- Almerik I († 1032), zijn opvolger,
- Raymond Copa († 1049), aartsbisschop van Auch,
- een dochter, gehuwd met Arnold, heer van Primeron, en met Arnold Willem.